# Jean-Georges Noverre
Répertoire
Le Jugement de Pâris (1751)
Jason et Médée (1763)
Les Horaces et les Curiaces (1772)
Les Petits Riens (1778)
Jean-Georges Noverre, né le 29 avril 1727 à Paris et mort le 19 octobre 1810 à Saint-Germain-en-Laye, est un danseur et maître de ballet français. Il est considéré comme le créateur du ballet moderne. Le jour de sa naissance, le 29 avril, est devenu la Journée internationale de la danse.

## Biographie
Il débute à Fontainebleau en 1742, devant la cour de Louis XV, puis le prince Henri de Prusse l'invite à Berlin. De retour à Paris, il entre dans la troupe de ballet de l'Opéra-Comique. Il épouse en 1748 l'actrice et danseuse Marguerite-Louise Sauveur. À la fermeture de l'Opéra-Comique en 1748, Noverre se rend à Strasbourg et à Lyon, où il danse jusqu'en 1752. Il passe ensuite deux années à Londres avec l'acteur britannique David Garrick. En 1754, il revient à l'Opéra-Comique et y compose son premier ballet, Les Fêtes chinoises.
De retour à Lyon entre les années 1758 et 1760, il y produit plusieurs ballets et publie ses Lettres sur la danse, qui connaîtront plusieurs éditions et des traductions en anglais, en allemand et en espagnol. Appelé à Stuttgart en 1760, il y reste sept ans et fonde ce qui deviendra le Ballet de Stuttgart, puis se rend à Vienne en 1767, sous la protection de Marie-Thérèse d'Autriche, qui le nomme maître des ballets de la cour. Il compose de nombreux ballets, dont certains en étroite collaboration avec Gluck. En 1775, devenue reine de France, Marie-Antoinette le fait venir à Paris et le fait nommer maître des ballets de l'Opéra. Après un second séjour à Londres, de 1785 à 1793, Noverre se retire à Saint-Germain-en-Laye vers 1795 et y meurt en 1810, alors qu'il prépare l'édition d'un Dictionnaire de la danse.
Outre les Lettres sur la danse, on lui doit des Observations sur la construction d'une nouvelle salle de l'Opéra (1781), Deux lettres de M. Noverre à Voltaire (sur Garrick, 1801), des Lettres à un artiste sur les fêtes publiques (1801), ainsi qu'un manuscrit non daté, rédigé vers 1752, intitulé Théorie et pratique de la danse en général, de la composition des ballets, de la musique, du costume, et des décorations qui leur sont propres (Paris, Bibl. de l'Opéra, copié par le calligraphe Pierre-Jean-Paul Berny de Nogent).
Noverre était ami de Voltaire, Frédéric II, Mozart et David Garrick (qui l'a appelé « le Shakespeare de la danse »). Ses plus célèbres ballets sont La Toilette de Vénus, La Mort d'Ajax, Le Jugement de Pâris, Jason et Médée, Les Horaces, Les Petits Riens, etc. Il est le grand théoricien du ballet d'action.
Il semble bien que ce soit à sa fille, Louise Victoire Jenamy, pianiste, qu'en 1777, Mozart dédia son Concerto pour piano no 9 en mi bémol majeur, dit « Concerto Jeunehomme ».

## Le théoricien
Poursuivant les réformes esquissées par Louis de Cahusac, le librettiste de Rameau, Noverre estime que le ballet doit peindre une action dramatique « sans s'égarer dans les divertissements », dépeindre les passions, les mœurs et les usages de tous les peuples. Le compositeur de ballet doit suivre la nature et la vérité, il doit offrir une narration logique fondée, comme le récit dramatique, sur la succession « exposition - nœud - dénouement ». La danse doit être naturelle et expressive plus que technique et virtuose. La danse « en action » doit émouvoir le spectateur par une pantomime expressive, inspirée du jeu théâtral, tel que celui de Garrick.
Noverre ne ménage pas ses critiques à l'égard de la danse de son temps, et plus particulièrement sur la situation de l'Opéra de Paris : il remet en cause l'organisation hiérarchique du ballet, il proscrit le masque qui, dit-il, « étouffe les affections de l'âme », il poursuit la réforme des costumes précédemment introduite à l’Opéra par Marie Sallé et prône des costumes véridiques, allégés et mieux adaptés à la danse. Dans la collaboration de Noverre avec le dessinateur Louis-René Boquet à Stuttgart, la recherche de l'élégance cède la place à celle de la « vérité historique » et le symbolisme et le formalisme caractérisant les costumes de ballet jusqu'à cette époque évoluent vers l'expression des émotions et de la réalité (bien que stylisée) du personnage.
Quant au danseur, selon Noverre, il doit posséder une culture générale large, incluant l'étude de la poésie, de l'histoire, de la peinture, de la géométrie, de la musique et de l'anatomie.
Ainsi, les nouvelles propositions qu'il émet formeront le terreau du ballet romantique. Il contribue à l'art de la Pantomime, « La danse doit être plus naturelle, plus expressive ».
Il décrit aussi la « danse en action », le ballet doit peindre une action dramatique, basée sur une représentation de la société (mœurs, passion).
Il prit aussi part à querelle des Pantomimes, expression proposée par Arianna Fabbricatore pour indiquer une controverse milanaise spécifique à la danse, qui l'opposa entre 1774 et 1776 à Gasparo Angiolini.

## Les Lettres sur la danse

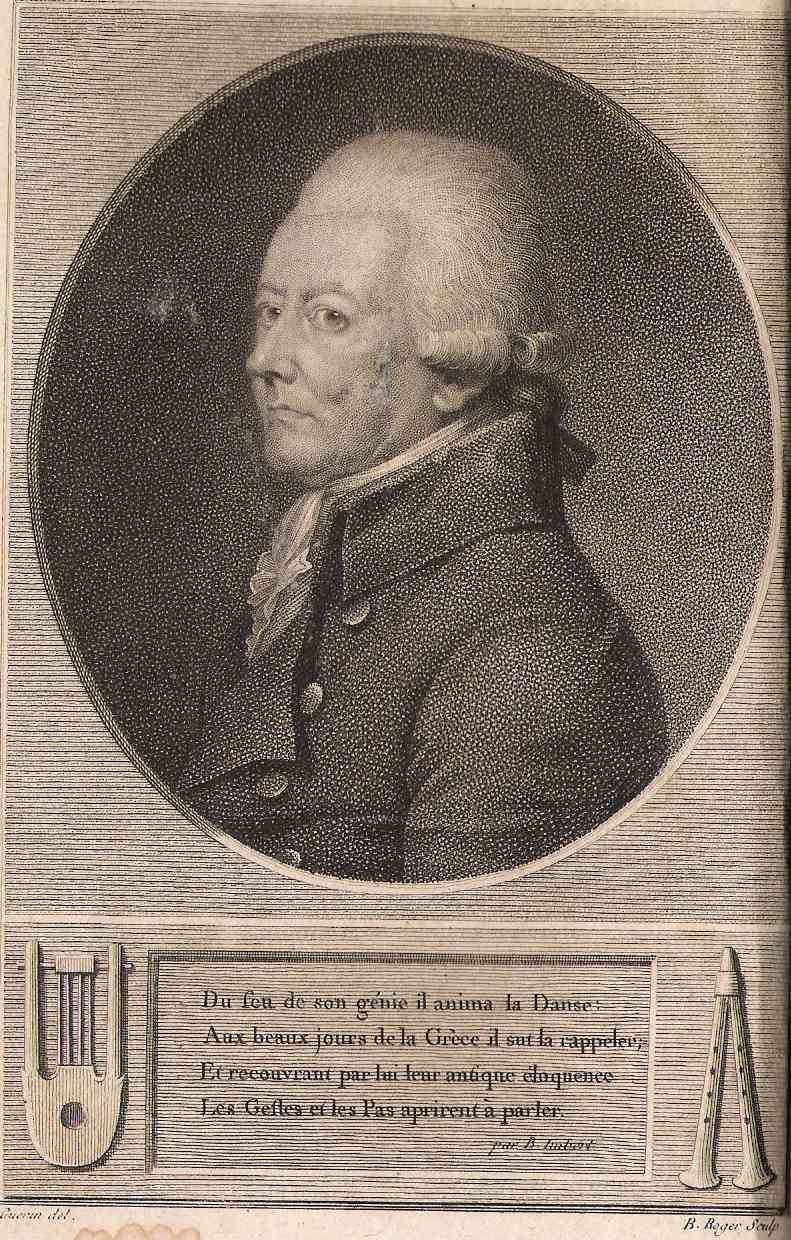
Jean-Georges Noverre, gravure de Roger, d'après Guérin. Texte de Barthélemy Imbert. Frontispice des Lettres sur les arts imitateurs (1807)

## Évocation en littérature
Dans La Maison du chat-qui-pelote de Balzac, Monsieur Guillaume, marchand drapier, juge sévèrement cet artiste et tous les artistes en général, mettant ainsi dans le même sac peinture, danse, art dramatique :
« Ils sont trop dépensiers pour ne pas être toujours de mauvais sujets. J'ai fourni feu M. Joseph Vernet, feu M. Lekain, et M. Noverre. Ah ! Si tu savais combien de tours ils ont joué à ce pauvre monsieur Chevrel ! Ce sont de drôles de corps. »
Dans un exemplaire des Nuits de Paris de Nicolas Edme Restif de La Bretonne, propriété du baron de Lamothe-Langon et annoté par lui, se trouve une liste des noms de personnes figurant dans le livre et du surnom qui leur était attribué.   Noverre y est nommé le Pantomimographe de l'Opéra.

## Principaux ballets
- 1751 : Le Jugement de Pâris (Lyon) - Vienne (1771)
- 1754 : Les Fêtes chinoises (Paris)
- 1754 : La Fontaine de jouvence (Paris)
- 1755 : Les Matelots (Paris)
- 1755 : Les Réjouissances flamandes (Paris)
- 1755 : La Provençale (Londres)
- 1755 : The Lilliputian Sailors (Londres)
- 1757 : La Toilette de Vénus (Lyon)
- 1758 : Les Fêtes du sérail (Lyon)
- 1758 : L'Impromptu du sentiment (Lyon)
- 1758 : Les Caprices de Galatée (Lyon) - Paris (1776) - Londres (1789)
- 1758 : La Mort d'Ajax (Lyon)
- 1758 : Les Jalousies (Lyon)
- 1759 : L'Amour corsaire (Lyon)
- 1759 : Le Jalou sans rival (Lyon)
- 1760 : La Descente d'Orphée aux Enfers (Lyon)
- 1760 : Les Fêtes du vauxhall (Lyon)
- 1760 : La Mariée du village (Lyon)
- 1760 : Les Recrues prussiennes (Lyon)
- 1760 : Renaud et Armide (Lyon) - Stuttgart (1763) - Vienne (1768) - Milan (1775) - Londres (1782)
- 1761 : Alceste (Stuttgart) - Vienne (1767)
- 1762 : La Mort d'Hercule (Stuttgart) - Vienne (L'Apotheose d'Hercule, 1767)
- 1762 : Psyché et l'Amour (Stuttgart) - Vienne (1768)
- 1763 : Jason et Médée (Stuttgart) - Vienne (1767) - Paris (1776 et 1780) - Londres (1781)
- 1764 : Hypermnestre (Stuttgart)
- 1767 : Les Petits Riens (Vienne)
- 1768 : Thelmire (Vienne)
- 1768 : Don Quichotte (Vienne)
- 1770 : Diane et Endymion (Vienne)
- 1771 : Roger et Bradamante (Vienne)
- 1772 : Agamemnon vengé (Vienne)
- 1772 : Iphigénie en Tauride (Vienne)
- 1772 : Thésée (Vienne)
- 1773 : Acis et Galathée (Vienne)
- 1773 : Adèle de Ponthieu (Vienne) - Londres (1782)
- 1773 : Alexandre et Campaspe de Larisse (Vienne)
- 1774 : Les Horaces et les Curiaces (Vienne) - Paris (1777)
- 1775 : La nuova sposa persiana (Milan) - Vienne (1775)
- 1776 : Apelles et Campaspe (Paris) - Lyon (1787)
- 1778 : Annette et Lubin (Paris)
- 1778 : Les Petits Riens (Paris)
- 1781 : Les Amours d'Énée et de Didon (Lyon)
- 1788 : La Fête du sérail (Paris)
- 1788 : L'Amour et Psyché (Londres)
- 1788 : La Fête de Tempé (Londres)
- 1789 : Admète (Londres)
- 1794 : La Bergère des Alpes (Londres)
- 1794 : La Vittoria (Londres)
- 1795 : Windsor Castle (Londres)
- 1795 : The Marriage of Peleus and Thetis (Londres)